# 纳格里卡兰
纳格里卡兰（Nagri Kalan），是印度贾坎德邦丹巴德县的一个城镇。总人口7693（2001年）。

## 人口
该地2001年总人口7693人，其中男性4156人，女性3537人；0—6岁人口1219人，其中男623人，女596人；识字率58.62%，其中男性为69.68%，女性为45.63%。